# مارتي نيمينن
مارتي نيمينن (بالفنلندية: Martti Nieminen)‏ هو مصارع رياضي فنلندي، ولد في 3 نوفمبر 1891 في سالو في فنلندا، وتوفي في 29 مارس 1941 في هلسنكي في فنلندا.

## وصلات خارجية
- مارتي نيمينن على موقع قاعدة بيانات المصارعة الدولية (الإنجليزية)
- مارتي نيمينن على موقع اللجنة الأولمبية الدولية (الإنجليزية)
- مارتي نيمينن على موقع أوليمبيديا (الإنجليزية)